# San Martino in Strada
San Martino in Strada är en ort och kommun i provinsen Lodi i regionen Lombardiet i Italien. Kommunen hade 3 755 invånare (2018).